# Deonte Burton
Deonte Deron Burton (ur. 31 stycznia 1994 w Milwaukee) – amerykański koszykarz występujący na pozycji rzucającego obrońcy.

## Osiągnięcia
Stan na 19 września 2021, na podstawie, o ile nie zaznaczono inaczej.
NCAA
- Uczestnik rozgrywek:
  - Sweet 16 turnieju NCAA (2016)
  - II rundy turnieju NCAA (2016, 2017)
  - meczu gwiazd seniorów NCAA DI - Reese's College All-Star Game (2017)
  - turnieju Portsmouth Invitational (2017)
- Mistrz turnieju konferencji Big 12 (2017)
- Najlepszy nowo-przybyły zawodnik konferencji Big 12 (2016)
- Zaliczony do:
  - I składu:
    - debiutantów Big East (2014)
    - najlepszych nowo-przybyłych zawodników Big 12 (2016)
    - turnieju:
      - Big 12 (2017)
      - AdvoCare Invitational (2016)

  - II Big 12 (2017)
  - III składu Big 12 (2017)
  - Big 12 Commissioner's Honor Roll (2015)

Drużynowe
- Wicemistrz Korei Południowej (2018)